# Морква звичайна городня

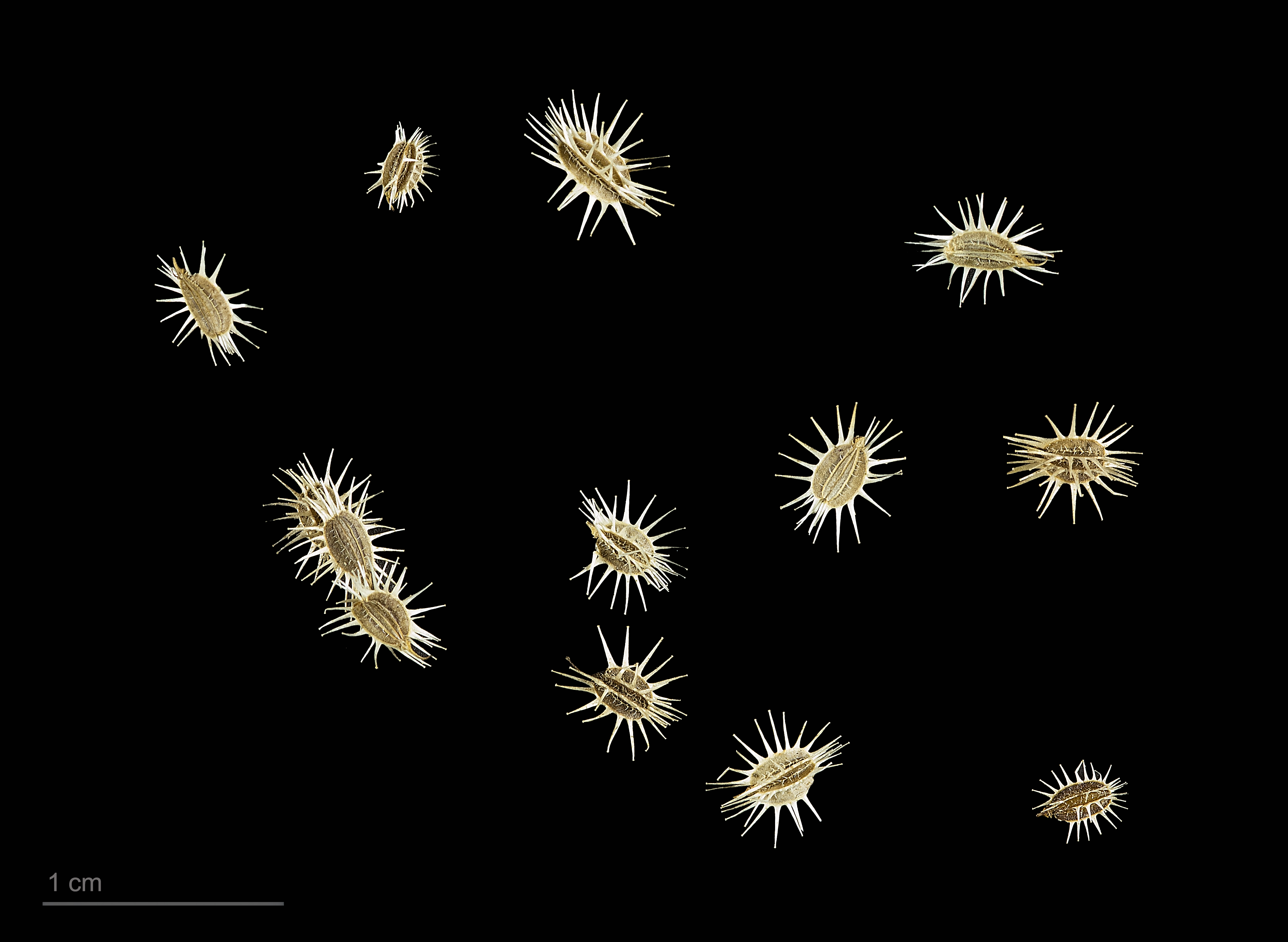
Плоди та насіння Daucus carota subsp. maximus (Тулузький музей)

Мо́рква звича́йна горо́дня, також мо́рква посі́вна (Daucus carota subsp. sativus) — дворічна трав'яниста рослина родини окружкових, підвид моркви звичайної, яку часто називають морквою дикою.
У перший рік життя утворюється розетка прикореневого листя та їстівний м'ясистий корінь (коренеплід), форма якого залежить від сорту. Коренеплід має червоно-помаранчевий колір для столових сортів і жовтий або білий — кормові сорти. Цвіте в липні, плоди дозрівають у серпні.

## Поживна цінність
Енергетична цінність моркви становить 41 ккал/100г.
Морква є важливим джерелом вуглеводів, біологічно активних речовин, мінеральних солей. У 100 г коренеплодів столової моркви міститься 11,4 мг ефірної олії, вітаміни: до 1,8 мг В1, до 14,7 мг РР, 1,4 — В2, 1,4 — В6, до 100 мг вітаміну С, біотину — 0,02-0,03 мг, фолієвої кислоти — 1,3 мг. Вона також містить ферменти, амінокислоти, органічні кислоти, що регулюють в організмі обмінні процеси і підвищують захисні функції організму.  Морква містить 1,3% білків, 7% вуглеводів. У моркві містяться ефірні олії, які зумовлюють її своєрідний запах.
Згідно з даними Українського науково-дослідного інституту харчування та Міністерства охорони здоров'я України, річна норма споживання моркви становить 15,5 кг.

## Культивування

### Історичні відомості
Перша згадка про вживання в їжу коренеплоду моркви зустрічається в античних джерелах у I ст. н.е. Археологічні ж дослідження говорять про те, що вирощували моркву набагато раніше - майже за 2 тисячі років до нашої ери.
Сучасна морква була завезена в Європу в Х-ХІІІ століттях, а у нас вона з'явилася за часів Київської Русі. Спочатку вирощували жовті і білі коренеплоди, і тільки на початку XVIII століття з'явилися згадки про помаранчеву моркву.